# Werner Schmiedel
Werner Schmiedel (* 1906 in Zwota; † 15. Juli 1946 in Moskau) war ein deutscher Elektroingenieur und nationalsozialistischer Funktionär.

## Leben
Werner Schmiedel stammte aus dem vogtländischen Zwota und war gelernter Elektroingenieur. Nachdem er zunächst beruflich in Chemnitz tätig gewesen war, erfolgte 1934 seine Ernennung zum Abteilungsleiter für Organisationsfragen in der NSDAP-Gauleitung Sachsen. 1938 wurde er Direktor der Energie- und Verkehrs-Aktiengesellschaft Westsachsen in Zwickau und wohnte in der Lessingstraße 39 II.

Verwaltungsgebäude der ASW in Dresden – von 1943 bis 1945 Dienstsitz von Werner Schmiedel

Mitten im Zweiten Weltkrieg wurde Werner Schmiedel 1943 als Sonderbevollmächtigter der NSDAP-Gauleitung zum Generaldirektor der Aktiengesellschaft Sächsische Werke (ASW) in Dresden ernannt. Seinen Aufstieg an die Spitze der ASW verdankte Schmiedel vor allem dem sächsischen NSDAP-Gauleiter Martin Mutschmann, dessen Vertrauter er war. Mit diesem und dem sächsischen Wirtschaftsminister Georg Lenk und dem Hauptgeschäftsführer der Gauwirtschaftskammer Sachsen in Dresden, Georg Bellmann, bildete er die Sachsenclique.
Als Dresden 1945 kampflos von der Roten Armee besetzt wurde, floh Werner Schmiedel gemeinsam mit Mutschmann am 8. Mai in Richtung Erzgebirge.
Am frühen Abend des 16. Mai 1945 erfuhr der erst wenige Tage zuvor eingesetzte Oberwiesenthaler Bürgermeister Hermann Klopfer durch einen anonymen Anruf den Aufenthaltsort von Mutschmann und Schmiedel und ließ daraufhin ein abgelegenes Haus in Tellerhäuser umstellen und beide verhaften. Am 17. Mai wurden Mutschmann und Schmiedel in Annaberg verhört und später über Chemnitz nach Moskau in das Gefängnis Lubjanka gebracht. Dort wurde Werner Schmiedel am 10. Juni 1946 aufgrund Art. 58-11 des Strafgesetzbuches der RSFSR vom Militärkollegium des Obersten Gerichtes der UdSSR in Moskau zum Tode durch Erschießen verurteilt. Die Hinrichtung fand fünf Tage später statt, zeitgleich wurde auch Georg Bellmann erschossen.